# 蕭晃
長沙威王蕭晃（460年—490年），字宣明，中國南北朝時期南齊高帝蕭道成第四子，齊武帝蕭賾之弟。生母謝貴嬪。

## 生平
蕭晃少有武力，為蕭道成所喜愛。升明二年（478年），蕭晃代三兄蕭映為寧朔將軍、淮南宣城二郡太守。當初，沈攸之起義時，蕭晃便持弓馬，多從武容，在都城街上巡邏，當時的人為之語曰：「煥煥蕭四傘。」同年十月，調遷為持節、監豫司二州郢州之西陽諸軍事、西中郎將、豫州刺史。
齊高帝蕭道成踐祚，建元元年（479年），蕭晃初封長沙王。蕭晃欲向齊高帝陳述政事，動輒為典簽所制裁，蕭晃遂執殺典簽。齊高帝大怒，手詔賜杖。尋遷使持節、都督南徐兗二州諸軍事、後將軍、南徐州刺史。齊武帝蕭賾為皇太子時，拜武進陵，於曲阿後湖鬥隊，使蕭晃禦馬軍，齊高帝聽聞後又不悅。入朝為侍中、護軍將軍，其後又以國憂，解侍中之職，加中軍將軍。
齊高帝臨崩時，令蕭晃跟隨蕭賾，特意吩咐蕭賾放處蕭晃以在近蕃，切勿命令他遠出。永明元年（483年），齊武帝遷蕭晃為南徐州刺史、竟陵王蕭子良為南兗州刺史，以蕭晃為使持節、都督南徐兗二州諸軍事、鎮軍將軍、南徐州刺史。其後入朝為散騎常侍，中書監。諸王在京都，唯置捉刀左右四十人。但是蕭晃深愛武士服飾，由徐州回京城時，私載數百人軍仗返回都城，為禁司所察覺，投棄他的私載於江水之中。蕭賾禁止諸王收藏私人軍仗，聽聞後大怒，要將蕭晃正法。豫章王蕭嶷於齊武帝蕭賾御前稽首流涕曰：「晃罪誠不足宥。陛下當憶先朝念白象。」「白象」是蕭晃的小字。蕭賾亦因而垂泣。又因齊高帝病篤時，常勸誡蕭賾以宋氏為鑑。劉宋如非骨肉相殘，其他世族豈能有機可乘，命令蕭賾深戒手足相殘。所以蕭賾最終無異議。然而蕭晃亦不見得親寵。當時評論者皆認為蕭賾比魏文帝優勝，卻遜於漢明帝。
再加蕭晃為鎮軍將軍，轉為丹陽尹，常侍、如過去一樣為將軍。又為侍中、護軍將軍，如過去一樣為鎮軍。又進號為車騎將軍，如過去一樣為侍中。給油絡車，鼓吹一部。蕭晃於永明八年（490年）薨，當時三十一歲。賜東園秘器，朝服一具，衣一襲。贈開府儀同三司。
齊武帝蕭賾曾駕幸鐘山，蕭晃跟從聖駕，以馬槊刺道路邊的枯櫱，齊武帝令左右數人拔去，銀纏皆卷聚，而馬槊不能拔出。乃令蕭晃復馳馬拔馬槊，馬槊便應手而去。每次遠州呈獻駿馬，齊高帝輒令蕭晃於華林中調試這些駿馬。蕭道成常曰：「此我家任城（即三國時代曹操之子任城威王曹彰）也。」蕭賾因緣於此意，故以「威王」為諡。

## 府佐
後軍府（479年－482年）
- 周顒，長沙王後軍參軍[2]
- 王思遠，長沙王後軍主簿[3]
- 王玄邈，長沙王後軍司馬[4]
- 蕭敷，長沙王後軍行參軍[5]

中軍府（482年－483年）
- 到撝，長沙王中軍長史[6]
- 王秀之，長沙王中軍長史[7]

鎮軍府（483年－）
- 王廣之，長沙王鎮軍司馬[8]
- 劉祥，長沙王鎮軍板諮議參軍[9]
- 張融，長沙王鎮軍諮議參軍，領記室參軍[2]
- 陸慧曉，長沙王鎮軍諮議參軍[7]

車騎府（－490年）
- 王諶，長沙王車騎長史[10]
- 丘靈鞠，長沙王車騎長史[11]

## 家庭

### 妻
- 琅邪王氏，王伷之女，拜長沙王妃

### 子
- 蕭子某，名字、生平不詳，襲封長沙郡王[12]
- 萧子贤，封平乐侯，过继于三伯临川献王萧映

## 延伸阅读
[在维基数据编辑]
 《南齊書·卷35》，出自萧子显《南齊書》
 《南史/卷43》，出自李延壽《南史》